# Anivision
Anivision est une division de Sunwoo Entertainment, un grand studio d'animation sud-coréen. Anivision a été fondé en mars 1991, et a fusionné avec Sunwoo Entertainment en avril 2000. Le studio a animé les séries suivantes :
- Drôles de Monstres (Aaahh!!! Real Monsters)
- Ginger
- Bisounours
- Duckman
- Edith Ann
- Hé Arnold ! (Seulement l'épisode pilote)
- Les Rois du Texas
- Rocket Power
- Rugrats
- Santo Bugito (en)
- Les Simpson (1991-1999)
- Les Zinzins de l'espace
- La Famille Delajungle